# Apertura angolare
L'apertura angolare di una lente è l'angolo apparente dell'apertura della lente visto dal punto focale:
{\displaystyle a=2\arctan \left({\frac {D/2}{f}}\right)}
dove 
{\displaystyle f} è la lunghezza focale
{\displaystyle D} è il diametro dell'apertura.
In fotografia l'apertura angolare viene definita quindi come l'angolo compreso tra l'asse ottico e l'obiettivo.
Lenti più larghe permettono un maggior ingresso di radiazioni luminose e fanno aumentare questo parametro.